# Victory (album sastava Unleashed)
Victory je četvrti studijski album švedskog death metal sastava Unleashed. Diskografska kuća Century Media Records objavila ga je 27. veljače 1995.

## Recenzije
Godine 2005. Victory se pojavio na 309. mjestu popisa The 500 Greatest Rock & Metal Albums of All Time.

## Popis pjesama
| 1.    | »Victims of War«          | Fredrik Lindgren | Lindgren, Tomas Olsson | 4:13 |
| 2.    | »Legal Rapes«             | Johnny Hedlund   | Olsson, Lindgren       | 3:10 |
| 3.    | »Hail the New Age«        | Hedlund          | Hedlund, Olsson        | 3:09 |
| 4.    | »The Defender«            | Hedlund          | Hedlund, Olsson        | 3:19 |
| 5.    | »In the Name of God«      | Hedlund          | Lindgren, Olsson       | 3:44 |
| 6.    | »Precious Land«           | Hedlund          | Hedlund, Olsson        | 5:00 |
| 7.    | »Berserk«                 | Olsson           | Olsson                 | 1:55 |
| 8.    | »Scream Forth Aggression« | Hedlund          | Lindgren, Olsson       | 3:54 |
| 9.    | »Against the World«       | Hedlund          | Hedlund, Olsson        | 3:00 |
| 10.   | »Revenge«                 | Hedlund          | Hedlund, Olsson        | 2:36 |
| 34:00 |                           |                  |                        |      |

## Zasluge
| Unleashed - Johnny – vokal, bas-gitara - Fredrik – gitara - Tomas – gitara - Anders – bubnjevi | Ostalo osoblje - Fredrik Andersson – inženjer zvuka - Fredrik Bäckar – fotografije - Linus H. – fotografije - Hasse Z. – fotografije - Jonas – grafički dizajn |

## Vanjske poveznice
- Victory, AllMusic